# Bangkok Hilton
Bangkok Hilton è una mini serie TV australiana di tre episodi, di carattere drammatico, del 1989, diretta da Ken Cameron. Questa produzione vede Nicole Kidman, Hugo Weaving e Noah Taylor nelle primissime apparizioni nel mondo dello spettacolo. 

## Trama
La storia principale di questa serie TV si basa sulla ricerca di Katrina Stanton nei confronti di suo padre, portata avanti tra la Thailandia, l'Australia e l'Inghilterra. La disavventura avuta con il nuovo "amico" Arkie Ragan la porterà ad essere incarcerata nel Bangkok Hilton (una prigione di Bangkok chiamata sarcasticamente in questo modo). Per uscire da questa situazione, ricorrerà al prezioso aiuto dell'avvocato Richard Carlisle e Hal Stanton, che le terrà nascosta la sua vera identità.  